# Heodes pyronitens
Heodes pyronitens är en fjärilsart som beskrevs av Szabó 1956. Heodes pyronitens ingår i släktet Heodes och familjen juvelvingar. Inga underarter finns listade i Catalogue of Life.